# 加藤清史郎
加藤清史郎（日语：／ Katō Seishirō，2001年8月4日—）是日本演員，神奈川县出身。18歲後離開向日葵剧团，目前隶属于研音旗下。他1歲零3个月开始演戏，因演出了NHK大河剧《天地人》，以及丰田汽车广告《儿童店长》而大受瞩目，他被日本民间广播联盟选为2009年日本人心目中认为“喜怒哀乐”的事件中的“乐”。2009年加藤清史郎推出了首张单曲《人生就是松鱼干哟》作为歌手出道。同时还参加了2009年度日本红白歌合战，成为史上出演除夕NHK红白歌合战的最年轻艺人。

## 演出作品

### 电影
- 最后的座头市（2010年）
- 樱田门外之变（2010年） - 关诚一郎
- 忍者乱太郎（2011年） - 猪名寺乱太郎
- 任俠「耆」兵電影版（2012年） - 羽鸟涼太
- 爱与诚（2012年） - 大贺诚（幼年）
- 暑期作业大作战（2013年）- 猪名寺乱太郎
- 暗杀教室（2015年） - 堀部糸成（小营）

### 剧场动画
- 麻吉妖怪岛（2011年） - 纳奇（小时候）

2010年
- 你看起來很好吃（很好吃）

### 剧集
- 风林火山（2007年） - 武田太郎→武田义信（第9、11、13、15、17集）
- 齐藤太太（2008年） - 中村真
- 东京少女真野惠里菜 第4集（2009年2月28日、BS-i） - 横山浩平
- Voice～来自亡者的声音（2009年） - 加地大己（幼少期）
- 任俠「耆」兵（（日语：任侠ヘルパー）（2009年） - 羽鸟涼太
- 真实的恐怖故事 10周年纪念 京都权力地点旅行SP 稻草人（2009年） - 匿名希望
- 天地人（2009年） - 直江兼续（第1、2集）直江景明（第23集）
- 完美小姐进化论（2010年） - 中原武
- 我家的历史（2010年） - 八女实［6~10岁］
- 还有第11人！（2011年） - 真田才悟
- 任俠「耆」兵再現江湖（2012年） - 羽鸟涼太
- 相棒 Season 11（第18集）（2013年） - 鷲尾隼人
- 真相大白 （第6集）（2014年） - 佐伯良樹
- 警視庁捜査一課9係 season9 （第3集）（2014年） - 富樫文哉
- OUR HOUSE（2016年） - 伴光太郎
- 東大特訓班第二季（2021年） - 天野晃一郎
- 競爭的維護者（2022年） - 六角洸介
- 最好的老師（2023年） - 相樂琉偉
- 佔領放送局（2025年） - 伊吹裕志

### 综艺节目
- VS岚（2010年）